# 倉石忠雄
倉石 忠雄（くらいし ただお、1900年（明治33年）7月2日 - 1986年（昭和61年）11月8日）は、日本の政治家。労働大臣、農林大臣、法務大臣。

## 来歴・人物
長野県更級郡稲荷山町（現・千曲市）に、製糸用繭問屋を経営していた倉石万平の子として生まれる。少年時代の友人に漫画家の近藤日出造がいる。長野中学（現・長野県長野高等学校）を経て、1925年に法政大学法科 を卒業。法大在学中は法政大学弁論部で活動。森恪の知遇を得て、立憲政友会の院外団にも参加する。この活動で同じく院外団メンバーだった大野伴睦と知り合った。
大学卒業後は婦人雑誌を発行していた「婦女界社」に入社する。同社社長の都河竜に目をかけられ二女徳子と結婚、媒酌人は森格が務め、音羽の鳩山一郎邸に一時身を寄せた。邸内には林譲治夫妻もいた。また都河の援助でロンドン大学に留学、ハロルド・ラスキなどから社会政策を学ぶ。このロンドンへ向かった欧州航路の乗客に、まだ学生だった三木武夫がいた。帰国後は婦女界社常務を務め、1927年の東方会議では森恪の手足となり、来日した蒋介石一行に同行した。
1932年の総選挙で長野1区（当時）から立憲政友会公認で立候補したが落選した。戦時中は台湾に渡り、日曹コンツェルン系の南日本化学工業専務、台湾製塩監査役等を歴任する。
1947年、第23回衆議院議員総選挙に日本自由党公認で旧長野1区より立候補し当選（当選同期に田中角栄・鈴木善幸・中曽根康弘・増田甲子七・中山マサ・荒木万寿夫・松野頼三・原田憲・園田直・櫻内義雄・根本龍太郎・中村寅太など）。
同年開かれた第1回国会衆議院本会議で、12月5日衆議院本会議場において、議案に反対して激高し制止しようとした守衛に暴行を加えたため懲罰動議が発せられ、30日間の登院停止が賛成多数で可決された。1948年、政治資金に関する問題で衆議院不当財産取引調査特別委員会に証人喚問され、炭鉱国管疑獄では、衆議院不当財産取引調査委員会に証人喚問されている。以後連続当選14回。
1949年には労働委員長に起用され、労働政策通としての一歩を踏み出した。衆議院議員初当選からわずか2年で国会の常任委員長に起用されるのは当時でも異例の抜擢だった。労働組合法、公共企業体等労働関係法など、戦後の労働問題を画期的に進展させた法律を手掛けた。その後、国会対策委員長を務め頭角を現す。国対という仕事を権威あるものにしたのは倉石の功績と言われていた。
1951年、サンフランシスコ講和会議を前に、アメリカ両院から日本の国会に代表団を招きたいと招待状が届き、倉石が団長に選ばれ、議員運営委員を中心に、石田博英、愛知揆一、浅香忠雄、木村公平、竹山祐太郎、長谷川四郎、土井直作、門司亮、山花秀雄、佐々木良作ら超党派で渡米、サンフランシスコ平和条約を締結した9月10日のサンフランシスコ講和会議を傍聴した。

### 労働大臣
1952年、福永健司幹事長指名騒動にあたっては、国会対策委員長であった倉石は衆院議院運営委員長の石田博英とともに指名阻止に動き撤回させる。以後石田とともに党内に「民主化同盟」を結成して反吉田運動を展開する。石田とは労政通という共通点もあり保守合同後の1955年、第3次鳩山内閣で労働大臣として初入閣、国民の日常生活を確保するため、社会通念上許されない、一部の極端な反社会的ストライキは禁止すべきという考えに基づき、電気事業及び石炭鉱業における争議行為の方法の規制に関する法律（スト規制法）を存続させた。
1956年の自民党総裁選では、石橋湛山と大野伴睦の会談に同席、ここで大野が石橋支持に踏み切り、石橋の七票差勝利の原動力となった。この筋書きを書いたのは倉石国会対策委員長時代に議員運営委員長を強めた石橋の参謀・石田博英であった。
1958年の第2次岸内閣でも労相となり、中小企業退職金共済制度を発足させ、産業災害から労働者を護るため、産業災害防止五ヵ年計画を立案した。池田勇人・佐藤栄作両政権下では自民党労働問題調査会長として、結社の自由と団結権の擁護を定めたILO87号条約批准と関連国内法の整備に尽力した。
公労法（公共企業体等労働関係法）の改正では、①日本の実情になじまない交渉単位制を改め、交渉権を職場単位から労働組合を当事者とした。②仲裁裁定を政府が尊重する精神を明らかにして、仲裁裁定の実施にあたっては合理的かつ円滑にする措置を講じた。③委員会の機構を整備し、その簡素化能率化をはかったことが主要三点である。
ジュネーブで開催されたILO総会では、労働力の偏りは国際機関で調整すべきで、人類の繁栄のために労働力の自由な移動が必要であり、ILOこそ取り組むべきと、得意の英語で演説した。これにより、日本で過剰になっていた炭鉱労働者を、労働者が不足がちだった西ドイツに炭鉱労働者を派遣し、高い技術力が評価された。スト規制法（電気事業及び石炭鉱業における争議行為の方法の規制に関する法律）の無期限存続を採決させ、倉石労政の置き土産と報道された。また、「中小企業労働者に陽の当たる労働行政」の支柱として、給与審議室を設置させて給与政策の根本的研究に着手させ、労働問題懇談会最低賃金問題の審議を指示、最低賃金法を成立させた。

### 倉石農政
1966年第1次佐藤第3次改造内閣でもともとは専門外だった農林大臣に就任すると、モーニング姿のまま農政の大ベテランだった赤城宗徳を訪ねて指導、協力を要請し、赤城の全面バックアップを取り付ける。厚生省の反対で遅れたが農民年金制度導入を掲げ、構造改革推進会議を設置、農地の流動化の促進、土地基盤整備制度の充実、経営規模拡大に対する総合的な助成指導、協業等集団生産方式の助長、機械化技術の確立と普及、施策推進の地域的配慮の基本方針を発表。「経済全体の中における農業の役割を正しく認識し、農業と工業、農村と都市が正しく調和した形で保持されてこそ、安定した国民経済社会の基盤になる」と考えを示した「倉石農政」の根幹として、5回にわたる農相在任の中で推し進めた。
農相に留任すると安倍晋太郎を政務次官に起用、1967年（昭和42年）にはワシントンでの日本貿易経済合同委員会に出席、昭和43年度予算編成では、大蔵大臣の水田三喜男と折衝によって新規経費予算が予想外につき、武田誠三事務次官、大口駿一食糧庁長官をはじめとした農林官僚の間で「感度がいい、数字に強い、度胸がある大物大臣」と感服させる実力を見せつけた。
ヘンリー・キッシンジャーが提唱して昭和47年（1972年）にローマで開催された世界食糧会議では、
1. 食料問題の解決は、いかにして生産を増加し、世界的食糧不足にいかに対処するかにある。
2. 開発途上国の増産は、まず自助努力と土地と水の開発、肥料と農業の投与、技術援助などであり、日本は全面的協力を惜しまない。
3. 食料安全保障のためには、世界的な農業情報システムの確立と備蓄である。と同時に人道的食糧援助は、国連の緊急事業として実施する。
4. 食料貿易は安定を第一とし、GATT（関税と貿易に関する一般協定）の場で話し合う。
5. この会議で決まったことが十分に実行されるためには、事後措置が機構上必要で、日本は積極的に協力する用意がある。

という内容の一般演説を行い、委員会の討議では倉石提案がことごとく採用された。
1968年、アメリカ・北朝鮮間のトラブル（プエブロ号事件）に伴う日本海の漁業の安全操業問題に関するコメントの中で「現行憲法は他力本願だ、やはり軍艦や大砲が必要だ」「こんな馬鹿馬鹿しい憲法を持っている日本はメカケのようなもの」と発言したとされ、野党の追及により辞任を余儀なくされる。しかしすぐに1970年第3次佐藤内閣で農相として入閣した。三度目の農相では渡辺美智雄を政務次官に起用、720万トンの古米が倉庫に溢れている状態を受け、新規の開田禁止、政府米買入限度の設定と自主流通米制度の導入、一定の転作面積の配分を柱とした減反政策に取り組む。稲作偏重から国民の需要に応じた多角的な農産物の生産へ転換すべく、農地法を改正、「畜産三倍、果樹二倍」のスローガンを農林省内に掲げ、生産・流通・消費の流れと価格の安定を図るべく、従来のシステムに全面的にメスを入れることとし、省内のセクショナリズムをなくすことを心掛けた。
入閣後の11月6日には参議院決算委員会で、理事長を務めていた東京国際カントリークラブ（ゴルフ場）が国有地を無断利用した上に住宅公団に転売されていた件、菅平国際カントリークラブが運営していた別荘地に国費で植林が行われていた件が追及されたが、倉石は旅行を理由に委員会を欠席。答弁に立った政府委員が陳謝した。
その後1972年に党政務調査会長、1973年の第2次田中第1次改造内閣では再び農相として入閣した。
1975年秋、公労協がスト権奪回を目指しスト権スト実施が迫った11月7日、自民党公労法問題調査会小委員長に任命された。一時はスト権付与論にぐらついたが、椎名悦三郎副総裁との会見により自民党内を時期尚早論にまとめあげた。

### 法務大臣
1978年には党総務会長を経て、第2次大平内閣で法務大臣となり、刑法、民法、家事審判法、外国人登録法、刑事補償法などの改正、国際捜査共助法を生成するなど、法務省案件11本の法案を国会で成立させる。就任記者会見でロッキード事件について触れ「田中元首相には友人として、公明正大で青天白日となることを願う」（倉石と田中は当選同期で古くからの友人であり、また田中の母が死去した際にも総理名代として葬儀に参列している）と述べ、またも物議をかもした。
政界遊泳術に長け、「世渡り上手」と評された。福田赳夫が「党風刷新連盟」（のちの清和政策研究会）を結成すると倉石もこれに呼応し、大野派を離れ福田派幹部となり、福田政権樹立に向け尽力した。
党務でも国会対策委員長、全国組織委員長、政調会長、総務会長を歴任、衆議院議長の有力候補として名が挙がった。
倉石は政界きってのベスト・ドレッサーとして知られ、イギリス仕立ての渋いスーツに乗馬ズボンを身にまとい、咥え葉巻というスタイルで政界きってのダンディ男と呼ばれ、口の利き方、動作は常に舞台に立つ役者を思わせるものだった。外見だけでなく政治スタイルも英米流の合理主義者だった。1974年に勲一等旭日大綬章を受章し、1983年に政界を引退した（地盤は若林正俊が継いだ）。数年間の入院生活を経て1986年11月8日に86歳で死去した。

## エピソード
- 衆議院予算委員長時代、出席を渋る吉田茂首相に「三時間我慢してくだだい」と頼んだ裏で、野党には首相の出席時間を２時間と話をつけ、２時間できっちり終わらせたので、吉田首相は「倉石はよくやる」とすっかり感心し、以後倉石の言うことをよく聞いたという[31]。
- 1957年（昭和32年）に小布施橋の永久橋着工が開始されたが延々として工事が進まなかった。地元出身の県議とその系列の代議士が、選挙に利用して計画的に進捗具合を計算しているためという噂が専らであった。小布施町長の内山一郎右衛門は業を煮やして、面識の薄い倉石忠雄に直訴、倉石は「私がやっていいのか、よければ一発で完成する。」と内山に確認すると、「不愉快な噂話が流れて、地元は政治不信に陥っている。一挙に解決したい。」と訴え、1962年（昭和37年）6月6日に長さ486.5 mの区間が開通した。このほかに関崎橋、岩野橋、百々川橋（村山－中島）、更埴橋、柏尾橋、腰巻橋（中野－飯山）、高井橋（松山－高山）など千曲川の橋で倉石の手にかからぬものはほとんどない[32]。
- 同じ長野１区選挙区で競合した小坂善太郎は、自分が干されていた佐藤栄作内閣で要職を歴任する倉石に対して、「佐藤さんは首相になると私と同じ選挙区の競争相手を重用した。私はずっと冷や飯生活だった」と、倉石への嫉妬を自著に記載している[33]。
- 1967年（昭和42年）1月の総選挙で、佐藤栄作首相に同行した倉石は、演説草稿をみて全く新味がないと判断、「農民が待望している農民年金の実施を公約にすれば大ニュースになるし、選挙にも有利になる。福田赳夫幹事長の了承も得ています」と佐藤首相に進言した。自身が取り組み、演説で言う予定だった農民年金導入を、農林大臣の自分が言うより、佐藤首相に言わせた方が後戻りできず、推進できるという判断で、農林省と厚生省の縄張り争いで進捗しなかった農民年金は、この佐藤首相発言を各紙が一斉に報道したことで、先に進まざるを得ない状況となった[34]。
- 山中貞則、長谷川峻、藤枝泉介とともに、沖縄返還に関して佐藤栄作首相に進言をしていた。倉石は1957年のオリオンビール創業の頃から沖縄実業界との交友が増え、労働大臣時代に沖縄入りして組合幹部とも懇談し、労働関係のルール作りに精力的に動いていた。沖縄に本土の政治家の後援会が結成されたのは倉石が最初だった。オリオンビール創業者で宮古民政府の知事を務めた具志堅宗精は自叙伝に、「沖縄復帰の要請に上京して真っ先に門をたたくのは倉石事務所で、福田蔵相や関係大臣への紹介は倉石先生であった。」と書いている[35]。
- 労働省の外郭団体である雇用促進事業団が、新しい事業として中野駅前の陸軍憲兵学校跡地の文化施設建設において「厚生年金会館とか、文化会館などいかにも役所らしい名前はやめるべき。サンシャインとか、プラザ中野とか、ヤングバードとか若者が集まりやすい名前にしたほうがいい」と新しい時代にあったネーミングの必要性を強調、中野サンプラザと名付けられた[36]。
- トップで十二回連続当選を果たした1976年（昭和51年）12月5日の第34回衆議院議員総選挙では、「福田内閣実現、今度はおやじが幹事長だ」の選挙スローガンで陣営が戦い、県議クラス、応援弁士の代議士が強調した。攻めの選挙の勢いに影響されてか、同じ選挙区で競合している小坂善太郎の一族が経営する信濃毎日新聞も倉石のことを「大物、大物」と書いたので、小坂善太郎派から信濃毎日新聞首脳部へクレームがついた[37]。
- 1970年（昭和45年）5月、福島県猪苗代で天皇・皇后両陛下をお迎えしての植樹祭で、天皇に奏上する文章が悪いと雷を落とし、農林省の役人は、永年百姓相手に思い上がった態度が文章に出る。臨席とは少なくとも農林大臣からみれば同輩の場合であり、「光臨」が正しい。「御理解を戴き」とあるが、天皇陛下は全部お分かりになっているという前提が必要で使ってはならない。そもそも奏上文に外来語を使ってはならない。」と雷を落とし、農林省、林野庁は震え上がった。この話を聞いた佐藤栄作首相は、閣議の後に漢学の素養があると知らなかったと話すと、倉石本人は「漢学の問題ではない。皇室に対する尊敬の問題だ。」と答えたという。倉石は堀柴山、安岡正篤を師と仰ぎ格調高い漢詩を学んでいた[38]。

## 関連文献
- 国政研究会 編『倉石労政の歩み』、労働法令協会、1960年
- 倉石英雄『倉石忠雄を語る』日新サロン出版部、1985年。弟による伝記（非売品）
- 『倉石忠雄　その人と時代』倉石忠雄先生顕彰会、1987年